# بتسیمیسوترا
بتسیمیسوترا (به لاتین: Betsimisotra) یک منطقهٔ مسکونی در ماداگاسکار است که در Fandriana District واقع شده‌است.
 بتسیمیسوترا  ۸٬۰۰۰ نفر جمعیت دارد و ۱٬۴۸۶ متر بالاتر از سطح دریا واقع شده‌است.